# Ryō Mizuno
Ryō Mizuno (Osaka, Japón, 13 de julio de 1963) es un escritor japonés y diseñador de juegos. Son obras suyas Record of Lodoss War, Rune Soldier Sword World (primer juego de rol japonés) y Starship Operators. También ha estado envuelto en la creación del manga Galaxy Angel. Ha demostrado talento tanto en el género dramático como humorístico. Es uno de los miembros fundadores del Group SNE.

## Obra

### Novelas
- Rōdosu-tō Senki (Record of Lodoss War), varios volúmenes, 1988–1998
- Mahō Senshi Riui (Rune Soldier), 21 volúmenes, 1993–2007
- Legend of Crystania, 4 volúmenes, 1993–1996
- Rōdosu-tō Densetsu (Legend of Lodoss), 5 volúmenes, 1994–2002
- Shin Rōdosu-tō Senki (Record of Lodoss War Next Generation), 7 volúmenes, 1998–2006
- Akuma ga Sasayaku (1995), en la serie Yōmayakō
- Starship Operators, 6 volúmenes, 2001–2005
- Galaxy Angel, 2 volúmenes, 2002–2003
- Blade Line: Aeshia Kenseiki, 6 volúmenes, 2009–2012
- Grancrest Senki (Record of Grancrest War), 11 volúmenes, 2013–2018
- Rōdosu-tō Senki: Seiyaku no Hōkan (Record of Lodoss War: The Crown of the Covenant), 1 volumen, 2019

### Colecciones de relatos
- Rōdosu-tō Densetsu, 2 volúmenes, 1996/2000
- 7 volúmenes en la serie Sword World Tampen-shū
- Legend of Crystania, 2 volúmenes, 1995/1997

### Juegos de rol de mesa
- Sword World RPG
- Rōdosu-tō Senki Companion
- Crystania Companion
- Crystania RPG

### Otros
- Louie the Rune Soldier (manga): Texto
- Galaxy Angel Parody (manga): Texto
- Record of Lodoss War: The Demon of Flame (manga): Texto
- Record of Lodoss War: Chronicles of the Heroic Knight (TV): Idea
- Record of Lodoss War: Deedlit's Tale (manga): Texto
- Record of Lodoss War: The Lady of Pharis (manga): Texto

- Datos: Q705122
- Multimedia: Ryo Mizuno (novelist) / Q705122